# Mozaffar Firouz
Mozaffar Firouz, né le 6 septembre 1906 à Téhéran et mort le 5 avril 1988 à Paris, est un diplomate, journaliste et homme politique iranien ayant vécu entre le Royaume-Uni, l'Iran et la France.

## Biographie
Mozaffar Firouz naît sous le nom de Shahzada Muzaffar Mirza Firouz en 1906 à Téhéran  au sein de la dynastie royale des Kadjars. Il est le fils aîné du prince Firouz Nosrat-ed-Dowleh III, qui fut successivement ministre de la Justice, des Affaires étrangères et des Finances, et de sa première femme Daftar ol-Molouk Khanoum. Par son père, il est aussi le petit-fils du Premier ministre iranien Abd-ol-Hossein Farmanfarma (1857-1939). De par ses nombreux ancêtres Kadjars, Firouz est à la fois l'arrière-petit-fils de Mozaffareddine Chah et l'arrière-arrière-petit-fils d'Abbas Mirza et Fath Ali Chah Qadjar.
Mozaffar Firouz est envoyé étudier en Angleterre, d'abord à la Harrow School avant d'entrer à l'Université de Cambridge, dont il ressort diplômé en droit en 1927. Il travaille ensuite à l'ambassade iranienne à Washington de 1928 à 1930, et représente notamment l'Iran à l'International Aeronautical conference. Il épouse en 1937 la princesse Mahin Dowlatshahi, sa cousine germaine et appartenant aussi à la dynastie Kadjar.
De 1942 à 1945, Firouz est rédacteur en chef et propriétaire du journal Rad Emrouz. En 1946, il est nommé ministre du Travail, puis il est ambassadeur en URSS de 1946 à 1947.
Lors de la Révolution iranienne de 1979, Firouz et sa femme s'enfuient en France. Il publie des articles dans Le Canard enchaîné et le journal Le Monde sur les thèses du KGB  ou sur l'Iran, et s’exprime à la radio française pour critiquer la politique américaine en Iran. Il aurait été exclu du réseau d'agents du KGB, dont il aurait fait partie, en 1979 pour manque d’assiduité. Il meurt en 1988 à Paris. Il est enterré au cimetière du Père Lachaise,, avec sa femme Mahin et sa fille, la princesse Vida Ferouz-Rezay, artiste-peintre.

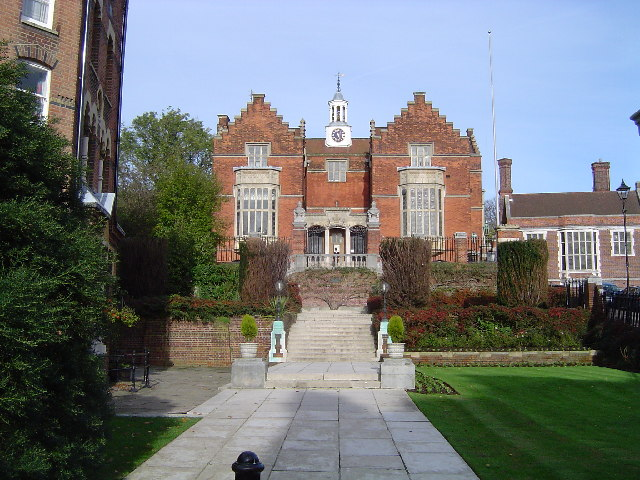
La Harrow School, où Firouz étudia.
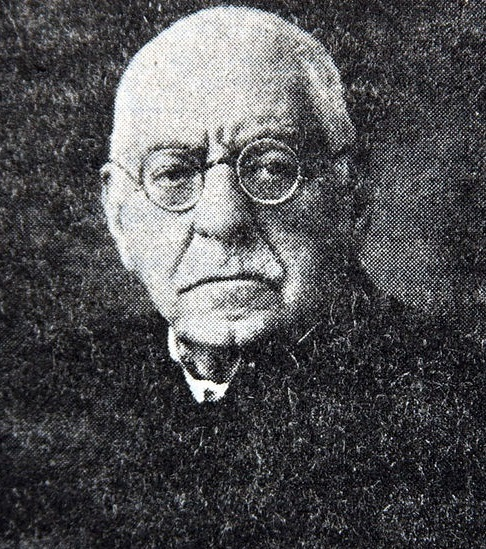
Abd-ol-Hossein Farmanfarma, grand-père de Firouz.
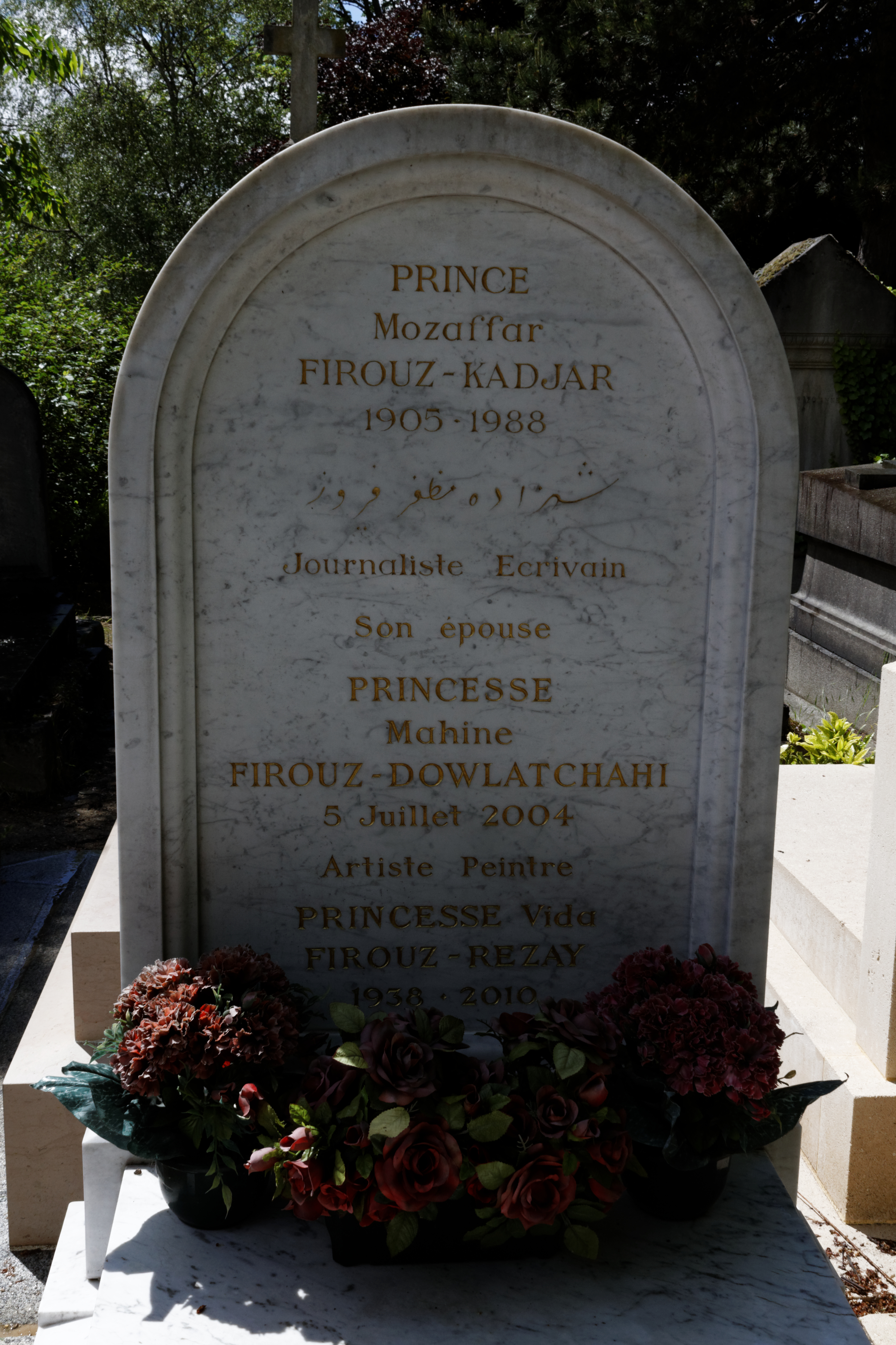
La tombe de Mozaffar Firouz au Père Lachaise

## Référence
1. 1 2 3 4 5 6 7 8 9  (en) « Mozaffar Firouz », sur Find a Grave
2. ↑  (en) « Généalogie des Firouz-Kadjar », sur The Royal Ark (consulté le 10 septembre 2019).
3. 1 2 3 4  Jacques Follorou, « Quand le KGB s’intéressait au Monde », sur Le Monde, 2 janvier 2025